# Space Quest: Vohaul Strikes Back
Space Quest: Vohaul Strikes Back — фанатское продолжение серии Space Quest от Sierra.

## Сюжет
Старый заклятый враг вернулся, чтобы отомстить Галактике, и теперь космический уборщик Роджер Вилко должен пройти через холодную планету Радон, перехитрить армию обезьян и помочь местным повстанцам свергнуть безумного гения Сладжа Вохаула.
Название игры пародирует один из фильмов саги «Звездные войны» — «Империя наносит ответный удар» (Star Wars: Empire Strikes Back).
Из персонажей официальной серии Space Quest в игре присутствуют Роджер Вилко, Сладж Вохаул и Беатрис Ванкмейстер, а также раса «обезьянолюдей» (Apemen), упоминаемая в игре Space Quest 2.
В отличие от игр официальной серии, в игре Vohaul Strikes Back предусмотрены два альтернативных варианта финала — «отрицательный» (Renegade) и «положительный» (Paragon).

## Разработка
Игру начали делать с апреля 2002 года. В команде было несколько добровольцев, которые занимались разработкой в своё свободное время в течение этих 9 лет (состав команды по различным причинам неоднократно изменялся). Использовался квестовый движок Adventure Game Studio.
В игру входит следующее:
- 90 локаций
- 70 персонажей
- 8000 линий диалога
- 7700 спрайтов
- 50 композиций
- 80 предметов инвентаря
- 60-70 способов смерти для Роджера Вилко

Была запланирована версия с озвучкой, но она так и не вышла.
Также разработчики игры создали другой фанатский сиквел, Space Quest: Incinerations, который вышел через несколько недель после Vohaul Strikes Back, в январе 2012 (по замыслу авторов, события этой игры являются продолжением одного из двух вариантов финала VSB).

## Рецензии
- На сайте «Rock, Paper, Shotgun» Ричард Коббетт написал рецензию на игру, сделав заметку, что там «шаткое начало», но, в целом, это «отличная дань серии и очень приятная игра», а также она «забавная, удивительно долгая и стоит того, чтобы ее скачать».[2]
- Cassandra Khaw из сайта IndieGames.com заметила, что «Хотя игре не хватает озвучки, она это восполняет через шарм, харизму и некоторое количество юмора».[3]
- Роб Муррант на сайте Adventure Gamers указал на противоречие задних фонов и персонажей, но заметил, что «несмотря на графическое несоответствие, когда начинаешь играть, это никак не отвлекает; и погружаясь в сюжет, перестаешь замечать контраст стилей. В игре прекрасный саундтрек, звуковые эффекты, приятный интерфейс и забавная сюжетная линия, так что жаловаться практически не на что», затем он закончил рецензию словами «Vohaul Strikes Back — это прекрасная работа инди-разработчиков, которую не должны пропустить фанаты Space Quest».[4]
- Джефф Маттас с сайта Shacknews прокомментировал начало игры так: «Я прошел лишь часть игры, но могу сказать, что она написана весьма неплохо и, кажется, справилась со своей ролью — показать несравненный стиль и юмор официальных шести частей»..[5]
- На сайте Adventure Game Studio у игры рейтинг 91 %.[6]
- В 2011 игра получила премию от AGS Awards — «Best Non-Player Character» (лучший неиграбельный персонаж), а также была номинирована на лучший геймплей, лучший фон и лучший саундтрек.[7]